# Ndog
Ndog est une dénomination des clans du peuple Bassa vivant au Cameroun, l'autre étant Lôg.

## Typologie des clans
Les clans Bassa intitulés "Ndog" sont notamment:
Chez les Likol, on trouve 12 Ndog:
- Ndog Béa
- Ndog Kobè
- Ndog Nen (pem)
- Ndog Ngond
- Ndog Nlet
- Ndog Poll
- Ndog Sénd
- Ndog Suga
- Ndog Sul
- Ndog Tindi
- Ndog Tjok
- Ndog Njee

Au sein de la grande famille des Bikok, on trouve 2 clans Ndog:
- Ndog Kobe
- Ndog Nen

Au sein de la grande famille des Nsa'a, on trouve 26 clans:
- Ndog Bong
- Ndog Hém
- Ndogmbe
- Ndogbati
- Ndogbakeng
- Ndogsimbi
- Ndogpassi (Tounou)

Chez les Babimbi, on trouve 16 Ndog:
- Ndog Babém
- Ndog Batolge
- Ndog Bii
- Ndog Gwate
- Ndog Gwek
- Ndog Kobè
- Ndog Lem
- Ndog Likum
- Ndog Mahop
- Ndog Makumak
- Ndog Mbok
- Ndog Njé
- Ndog Ném
- Ndog Ngond
- Ndog Pima
- Ndog Suga